# Безводиця
Безво́диця (болг. Безводица) — село в Добрицькій області Болгарії. Входить до складу общини Балчик.

## Населення
За даними перепису населення 2011 року у селі проживали 360 осіб.
Національний склад населення села:
| Національність   | Кількість осіб | Відсоток |
| ---------------- | -------------- | -------- |
| болгари          | 246            | 70,5%    |
| турки            | 86             | 24,6%    |
| цигани           | 11             | 3,2%     |
| Всього відповіли | 349            |          |

Розподіл населення за віком у 2011 році:
Динаміка населення: